# Brea (California)
Brea è un centro abitato (City) degli Stati Uniti d'America, situato nella contea di Orange dello Stato della California.